# SAT Airlines
OJSC "SAT Airlines — Sakhalinskie Aviatrassy" (del ruso: Сахалинские Авиатрассы), comúnmente conocida como SAT Airlines, fue una aerolínea con sede en Sajalín, Rusia. Proporcionó servicios aéreos regionales programados en el Lejano Oriente de Rusia y a destinos en China, Corea del Sur y Japón. También proporcionaba otros servicios, incluyendo vuelos chárter, operaciones de búsqueda y rescate, lucha contra incendios y patrullas aéreas. Su base principal era el aeropuerto de Yuzhno-Sajalinsk.
La aerolínea se fusionó con Vladivostok Air para formar una nueva compañía, Aurora, en octubre de 2013. La nueva compañía conservó los códigos IATA y OACI de SAT Airlines.

## Destinos

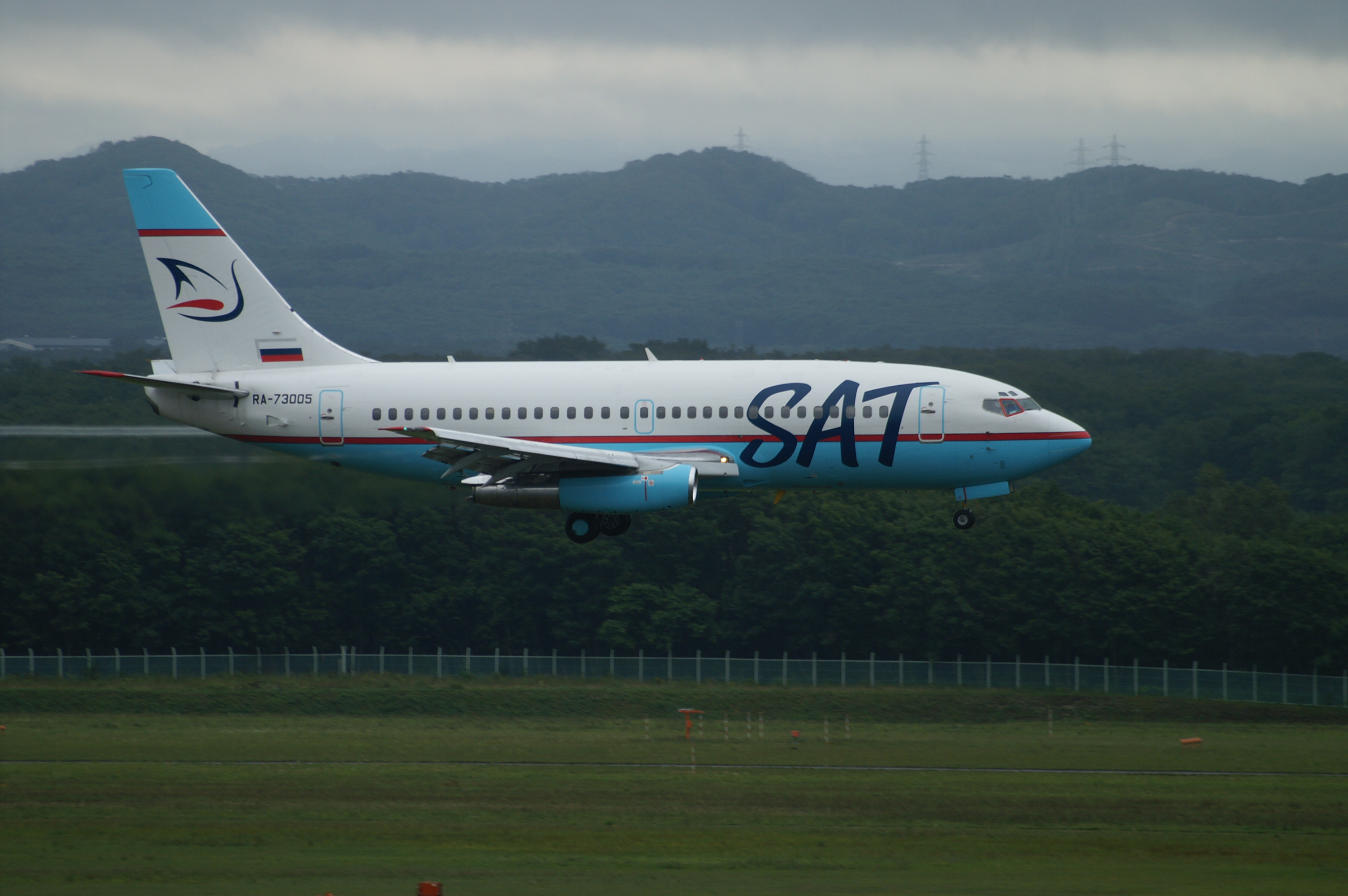
Boeing 737-200 de SAT Airlines aterrizando en Nuevo Aeropuerto de Chitose, Japón. (2006)

SAT Airlines operó vuelos a los siguientes destinos (a octubre de 2013):
China
- Harbin - Aeropuerto Internacional de Harbin

Japón
- Sapporo - Nuevo Aeropuerto de Chitose

Rusia
- Iturup - Aeropuerto de Burevestnik
- Blagovéshchensk - Aeropuerto de Ignatyevo
- Jabárovsk - Aeropuerto de Jabárovsk Novy
- Petropávlovsk-Kamchatski - Aeropuerto de Petropávlovsk-Kamchatski[4]
- Ojá - Aeropuerto de Ojá
- Vladivostok - Aeropuerto Internacional de Vladivostok
- Yuzhno-Kurilsk - Aeródromo de Yuzhno-Kurilsk
- Yuzhno-Sajalinsk - Aeropuerto de Yuzhno-Sajalinsk Hub

Corea del Sur
- Seúl - Aeropuerto Internacional de Incheon

## Flota
A partir de octubre de 2013, la flota de SAT Airlines se componía de las siguientes aeronaves: